# ل‌گوبلن (متروی پاریس)
ل‌گوبلن (به فرانسوی: Les Gobelins) نام یکی از ایستگاه‌های متروی پاریس است. در ۱۵ فوریه ۱۹۳۰ در خط ۷ افتتاح شد. این ایستگاه محل نقاطع چهار خیابان اصلی است:
- خیابان دگوبلن
- بلوار سن مارشال
- بلوار آراگو
- بلوار دوپورت-رویال

ایستگاه ل‌گوبلن بین دو ایستگاه پلس دیتالی و سانسیه - دوبنتون قرار دارد. نام این ایستگاه از خاندان گوبلن که در اواسط قرن پانزدهم میلادی در نزدیکی این منطقه ساکن و از سال ۱۶۶۲ مشغول تولید پرده‌های نگارین شدند، گرفته شده‌است.